# Sportjahr 2006
Liste der Sportjahre

◄◄ | ◄ | 2002 | 2003 | 2004 | 2005 | Sportjahr 2006 | 2007 | 2008 | 2009 | 2010 | ► | ►►

Weitere Ereignisse · Olympische Winterspiele

## American Football
- 5. Februar: Die Pittsburgh Steelers gewinnen Super Bowl XL in Detroit, Michigan, gegen die Seattle Seahawks mit 21:10.
- 8. Juli: Die Graz Giants gewinnen das Endspiel um den EFAF Cup 2006 gegen Eidsvoll 1814s mit 37:20.
- 22. Juli: Die Vienna Vikings gewinnen Eurobowl XX gegen La Courneuve Flash mit 41:9.
- 7. Oktober: Die Braunschweig Lions gewinnen German Bowl XXVIII im Eintracht-Stadion, Braunschweig, gegen die Marburg Mercenaries mit 31:13

## Automobilsport

### 24-Stunden-Rennen von Le Mans
Das 24-Stunden-Rennen von Le Mans gewann in diesem Jahr das Audi Sport Team Joest mit den Fahrern Frank Biela, Marco Werner und Emanuele Pirro.

### Formelsport
Fernando Alonso wurde Formel-1-Weltmeister und Renault errang den Konstrukteurstitel. Michael Schumacher fuhr seine vorerst letzte Formel-1-Saison.
In der GP2 konnte Lewis Hamilton die Weltmeisterschaft für sich entscheiden.

### Rallyesport
Sébastien Loeb konnte den Weltmeistertitel in der WRC auf Citroën gewinnen.

### Tourenwagen
In der DTM gewann der Mercedes-Pilot Bernd Schneider den Meistertitel.
In der WTCC siegte Andy Priaulx auf BMW.

## Badminton
Höhepunkte des Badmintonjahres 2006 waren die Weltmeisterschaft, der Thomas Cup und der Uber Cup.

### World Badminton Grand Prix
| Veranstaltung       | Herreneinzel          | Dameneinzel         | Herrendoppel                                     | Damendoppel                         | Mixed                                   |
| ------------------- | --------------------- | ------------------- | ------------------------------------------------ | ----------------------------------- | --------------------------------------- |
| Swiss Open          | Lee Chong Wei         | Xu Huaiwen          | Chan Chong Ming Koo Kien Keat                    | Du Jing Yu Yang                     | Nathan Robertson Gail Emms              |
| German Open         | Chen Jin              | Zhang Ning          | Jung Jae-sung Lee Yong-dae                       | Yang Wei Zhang Jiewen               | Zhang Jun Gao Ling                      |
| All England         | Lin Dan               | Xie Xingfang        | Jens Eriksen Martin Lundgaard Hansen             | Gao Ling Huang Sui                  | Zhang Jun Gao Ling                      |
| China Masters       | Chen Jin              | Wang Lin            | Jens Eriksen Martin Lundgaard Hansen             | Gao Ling Huang Sui                  | Xie Zhongbo Zhang Yawen                 |
| Philippines Open    | Muhammad Hafiz Hashim | Saina Nehwal        | Albertus Susanto Njoto Yohan Hadikusumo Wiratama | Jo Novita Greysia Polii             | Sudket Prapakamol Saralee Thungthongkam |
| Indonesia Open      | Taufik Hidayat        | Zhu Lin             | Candra Wijaya Tony Gunawan                       | Zhang Yawen Wei Yili                | Xie Zhongbo Zhang Yawen                 |
| Singapur Open       | Peter Gade            | Pi Hongyan          | Flandy Limpele Sigit Budiarto                    | Yang Wei Zhang Jiewen               | Nova Widianto Liliyana Natsir           |
| Malaysia Open       | Lee Chong Wei         | Zhang Ning          | Chan Chong Ming Koo Kien Keat                    | Gao Ling Huang Sui                  | Zhang Jun Gao Ling                      |
| Chinese Taipei Open | Lin Dan               | Zhang Ning          | Fu Haifeng Cai Yun                               | Lee Kyung-won Lee Hyo-jung          | Nova Widianto Liliyana Natsir           |
| Macau Open          | Lin Dan               | Judith Meulendijks  | Fu Haifeng Cai Yun                               | Huang Sui Gao Ling                  | Thomas Laybourn Kamilla Rytter Juhl     |
| Thailand Open       | Chen Yu               | Zhu Lin             | Lee Yong-dae Jung Jae-sung                       | Lee Kyung-won Lee Hyo-jung          | Lee Yong-dae Hwang Yu-mi                |
| New Zealand Open    | Lee Tsuen Seng        | Huang Chia-chi      | Eng Hian Rian Sukmawan                           | Jiang Yanmei Li Yujia               | Hendri Kurniawan Saputra Li Yujia       |
| US Open             | Yousuke Nakanishi     | Ella Karachkova     | Halim Haryanto Tony Gunawan                      | Nina Vislova Valeria Sorokina       | Sergey Ivlev Nina Vislova               |
| Korea Open          | Bao Chunlai           | Lu Lan              | Tony Gunawan Candra Wijaya                       | Yang Wei Zhang Jiewen               | Nova Widianto Liliyana Natsir           |
| Hong Kong Open      | Lin Dan               | Xie Xingfang        | Markis Kido Hendra Setiawan                      | Yang Wei Zhang Jiewen               | Zheng Bo Zhao Tingting                  |
| Japan Open          | Lin Dan               | Zhang Ning          | Candra Wijaya Tony Gunawan                       | Gao Ling Huang Sui                  | Flandy Limpele Vita Marissa             |
| China Open          | Chen Hong             | Zhang Ning          | Markis Kido Hendra Setiawan                      | Yang Wei Zhang Jiewen               | Xie Zhongbo Zhang Yawen                 |
| Bitburger Open      | Ronald Susilo         | Xu Huaiwen          | Michał Łogosz Robert Mateusiak                   | Jiang Yanmei Li Yujia               | Robert Mateusiak Nadieżda Kostiuczyk    |
| World Cup           | Lin Dan               | Wang Yihan          | Markis Kido Hendra Setiawan                      | Gao Ling Huang Sui                  | Nova Widianto Liliyana Natsir           |
| Denmark Open        | Chen Hong             | Jiang Yanjiao       | Lars Paaske Jonas Rasmussen                      | Kamila Augustyn Nadieżda Kostiuczyk | Anthony Clark Donna Kellogg             |
| Dutch Open          | Sairul Amar Ayob      | Adriyanti Firdasari | Rian Sukmawan Eng Hian                           | Rani Mundiasti Endang Nursugianti   | Robert Blair Jenny Wallwork             |
| Vietnam Open        | Andrew Smith          | Bae Seung-hee       | Yoo Yeon-seong Jeon Jun-bum                      | Kim Jin-ock Lee Jung-mi             | Yoo Yeon-seong Lee Jung-mi              |
| Bulgaria Open       | Kasper Ødum           | Ella Karachkova     | Joachim Fischer Nielsen Mathias Boe              | Meiliana Jauhari Purwati            | Alexandr Nikolaenko Nina Vislova        |
| India Open          | abgesagt              | abgesagt            | abgesagt                                         | abgesagt                            | abgesagt                                |

## Fußball
- 9. Juni bis 9. Juli: Fußball-Weltmeisterschaft 2006

## Leichtathletik
- 15. Januar – Haile Gebrselassie, Äthiopien, lief die 20.000 Meter der Herren in 55:48 Minuten.
- 15. Januar – Haile Gebrselassie, Äthiopien, lief den Halbmarathon der Herren in 58:55 Minuten.
- 3. Juni – Meseret Defar, Äthiopien, lief die 5000 Meter der Damen in 14:24,53 Minuten.
- 11. Juni – Asafa Powell, Jamaika, lief die 100 Meter der Herren in 9,77 Sekunden.
- 11. Juli – Liu Xiang, China, lief die 110 Meter Hürden der Herren in 12,88 Sekunden.
- 18. August – Asafa Powell, Jamaika, lief die 100 Meter der Herren in 9,77 Sekunden.

## Jogos da Lusofonia
- 4. Oktober: Aus Termingründen findet die ersten Spiele des Fußballturniers bereits vor der Eröffnung statt.
- 7. Oktober: Feierliche Eröffnung der Jogos da Lusofonia 2006 in Macau. 733 Athleten aus 11 Ländern nehmen an den Spielen teil.
- 15. Oktober: Schlussfeier. Brasilien ist das erfolgreichste Land der Spiele.

## Motorradsport

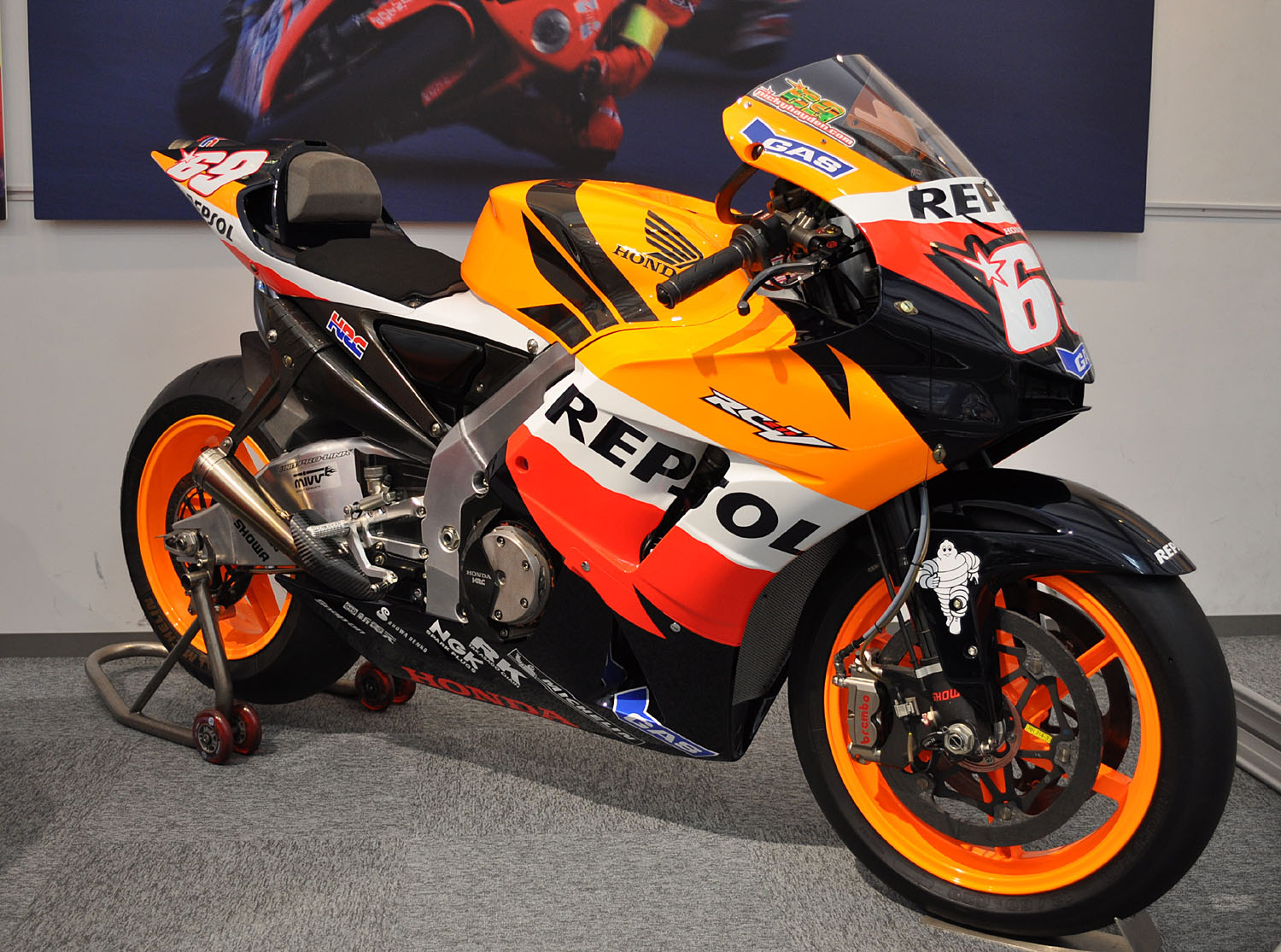
MotoGP-Weltmeistermaschine 2006: Honda RC211V von Nicky Hayden.

### Motorrad-Weltmeisterschaft
- Motorrad-Weltmeisterschaft 2006

#### MotoGP-Klasse (990 cm³)
- In der letztmals mit 990-cm³-Maschinen ausgetragenen MotoGP-Klasse gewinnt der 25-jährige US-Amerikaner Nicky Hayden auf Honda den ersten WM-Titel seiner Laufbahn. Er setzt sich gegen die Italiener Valentino Rossi (Yamaha) und Loris Capirossi (Ducati) durch. In der Konstrukteurswertung gewinnt Honda vor Yamaha und Ducati.

#### 250-cm³-Klasse
- In der 250-cm³-Klasse gewinnt der 19-jährige Spanier Jorge Lorenzo auf Aprilia vor dem Italiener Andrea Dovizioso (Honda) und Alex De Angelis aus San Marino (Aprilia) seinen ersten WM-Titel. In der Konstrukteurswertung setzt sich Aprilia gegen Honda und KTM durch.

#### 125-cm³-Klasse
- Den WM-Titel in der Achtelliterklasse gewinnt der 21-jährige Spanier Álvaro Bautista auf Aprilia. Zweiter wird der Finne Mika Kallio auf KTM, Dritter Héctor Faubel aus Spanien, ebenfalls auf Aprilia. In der Konstrukteurswertung siegt Aprilia vor KTM und Honda.

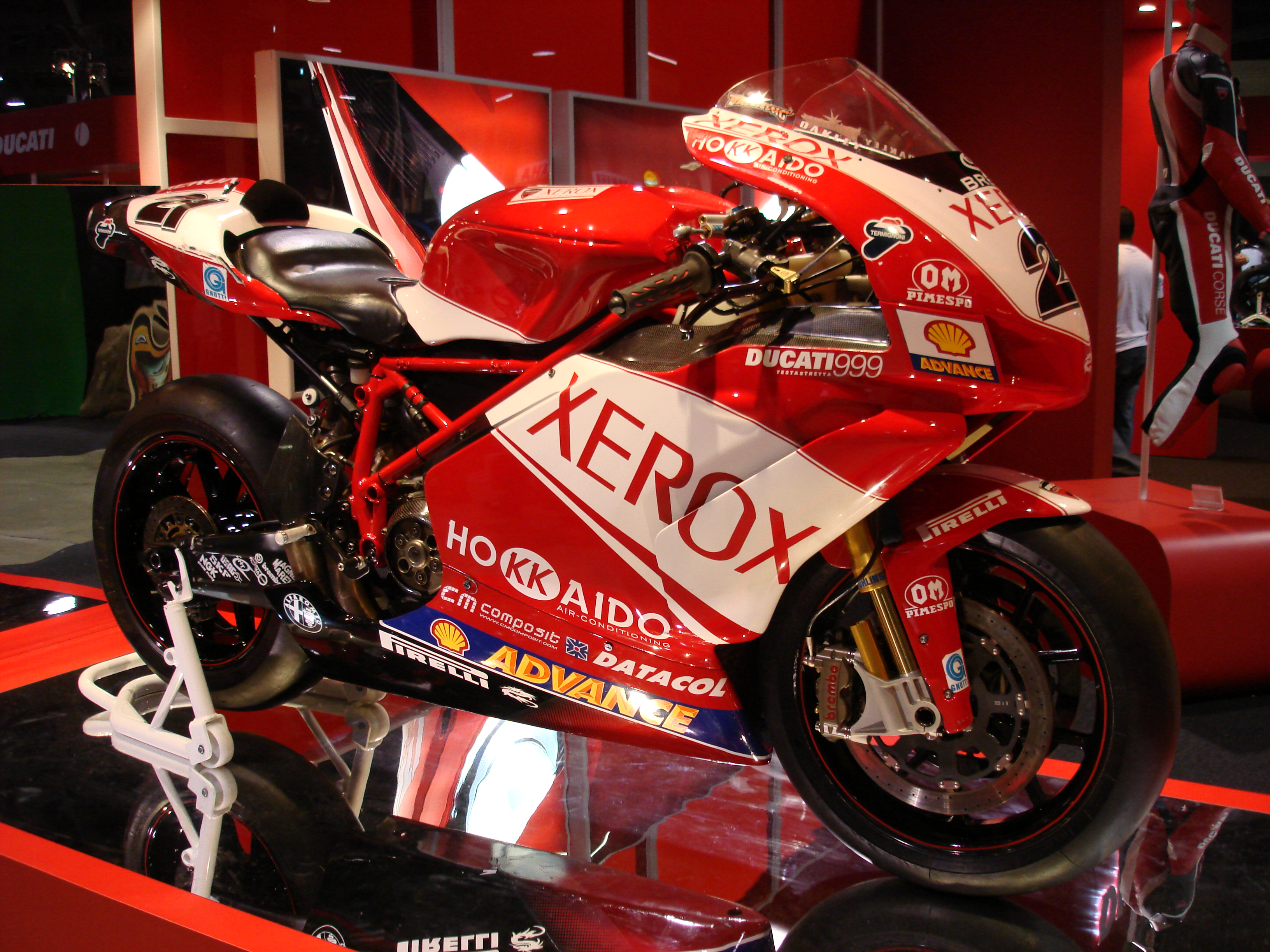
Ducati 999 F06: Weltmeistermaschine von Troy Bayliss der Saison 2006.

### Superbike-Weltmeisterschaft
- Der Australier Troy Bayliss gewinnt auf Ducati vor dem Briten James Toseland (Honda) und dem Japaner Noriyuki Haga (Yamaha) die Fahrerwertung. Für den 37-Jährigen ist dies nach 2001 der zweite WM-Titel seiner Laufbahn in dieser Kategorie. In der Konstrukteurswertung setzt sich Ducati vor Honda und Yamaha durch.

Details: Superbike-Weltmeisterschaft 2006

### Supersport-Weltmeisterschaft
- Der 33-jährige Franzose Sébastien Charpentier gewinnt auf Honda vor dem Australier Kevin Curtain (Yamaha) und dem Türken Kenan Sofuoğlu (Honda) die Fahrerwertung und verteidigt damit seinem im Vorjahr gewonnenen Titel. In der Konstrukteurswertung setzt sich Honda gegen Yamaha und Ducati durch.

Details: Supersport-Weltmeisterschaft 2006

## Rugby Union
- 17. September: Neuseeland gewinnt das Finale der Frauen-Rugby-Union-Weltmeisterschaft in Edmonton 25:17 gegen England.

## Tennis

### Grand-Slam-Turniere
- Australian Open
- French Open
- Wimbledon
- US Open

### World Tour Finals
- Tennis Masters Cup
- WTA Championships
- World Team Cup

### Weitere Turniere
- Fed-Cup
- Hopman-Cup

## Geboren

### Januar
- 01. Januar: Fabian Feiner, österreichischer Fußballspieler
- 02. Januar: Nathalie Armbruster, deutsche Nordische Kombiniererin
- 06. Januar: Birke Haylom, äthiopische Mittel- und Langstreckenläuferin
- 06. Januar: Justin Lukas, deutscher Fußballspieler
- 10. Januar: Delia Gaillard, französische Tennisspielerin
- 11. Januar: Luo Zhilu, chinesische Sportkletterin
- 15. Januar: Max Moerstedt, deutscher Fußballspieler
- 17. Januar: Anastassija Schabotowa, russisch-ukrainische Eiskunstläuferin
- 17. Januar: Charlotte Schmit, luxemburgische Fußballspielerin
- 19. Januar: Taylan Bulut, deutscher Fußballspieler
- 19. Januar: Lana Pudar, bosnische Schwimmerin
- 22. Januar: David Almansa, spanischer Motorradrennfahrer
- 24. Januar: Madeleine Larcheron, französische Skateboarderin

### Februar
- 03. Februar: Michelle Agyemang, englische Fußballspielerin
- 03. Februar: Rory MacLeod, schottischer Fußballspieler
- 09. Februar: Mico Lampinen, finnischer Leichtathlet
- 09. Februar: Bayanda Walaza, südafrikanischer Leichtathlet
- 10. Februar: Filomenaleonisa Iakopo, Leichtathletin aus Amerikanisch-Samoa
- 14. Februar: Josh Pierson, US-amerikanischer Automobilrennfahrer
- 24. Februar: Aleka Persaud, guyanische Schwimmerin
- 25. Februar: Michael Morgenstern, österreichischer Fußballspieler

### März
- 02. März: Bazoumana Touré, ivorischer Fußballspieler
- 07. März: Jakob Zickler, österreichischer Fußballspieler
- 15. März: Alexandra Glaskowa, russische Freestyle-Skierin
- 19. März: Bastien Meupiyou, französischer Fußballspieler

### April
- 11. April: Lee Chae-un, südkoreanischer Snowboarder
- 11. April: Max Lippert, deutscher Fußballspieler
- 20. April: Dean Berta Viñales, spanischer Motorradrennfahrer († 2021)
- 22. April: Yōtarō Nakajima, japanischer Fußballspieler
- 24. April: Steven Sabino, mosambikanischer Leichtathlet
- 25. April: David Alonso, kolumbianischer Motorradrennfahrer
- 25. April: Nelson Martin, deutscher Basketballspieler
- 26. April: Kamila Walerjewna Walijewa, russische Eiskunstläuferin

### Mai
- 09. Mai: Assan Ouédraogo, deutscher Fußballspieler
- 11. Mai: Conrad Laursen, dänischer Automobilrennfahrer
- 12. Mai: Harrison Voight, australischer Motorradrennfahrer
- 14. Mai: Samuel Ogazi, nigerianischer Leichtathlet
- 15. Mai: David Muñoz, spanischer Motorradrennfahrer
- 17. Mai: Oscar Schwartau, dänischer Fußballspieler
- 23. Mai: Jovan Živković, österreichisch-serbischer Fußballspieler
- 29. Mai: Dommaraju Gukesh, indischer Schachspieler
- 30. Mai: Malena Galván, argentinische Leichtathletin
- 31. Mai: Olivia Wunsch, australische Schwimmerin

### Juni
- 01. Juni: Bombette Martin, britische Skateboarderin
- 22. Juni: Misugu Okamoto, japanische Skateboarderin
- 27. Juni: Jillian Crooks, Schwimmerin von den Cayman Islands
- 29. Juni: Chadd Ning, eswatinischer Schwimmer

### Juli
- 01. Juli: Muriel Furrer, Schweizer Radrennfahrerin, Mountainbikerin und Radquerfahrerin († 2024)
- 01. Juli: Melina Kunkel, deutsche Fußballspielerin
- 03. Juli: Prestina Ochonogor, nigerianische Leichtathletin
- 16. Juli: Tamara Mesíková, slowakische Skispringerin
- 17. Juli: Finn Jeltsch, deutscher Fußballspieler
- 18. Juli: Ayça Fidanoğlu, türkische Leichtathletin
- 19. Juli: Louey Ben Farhat, tunesisch-deutscher Fußballspieler
- 23. Juli: Lee Eun-ji, südkoreanische Schwimmerin
- 30. Juli: Anežka Indráčková, tschechische Skispringerin

### August
- 10. August: Gianna Paul, Leichtathletin aus Trinidad und Tobago
- 17. August: Max Meyer, deutscher Fußballspieler
- 18. August: Summer McIntosh, kanadische Schwimmerin
- 23. August: Feli Clemann, deutsche Volleyballspielerin
- 25. August: Andrea Kimi Antonelli, italienischer Automobilrennfahrer
- 26. August: Saïd El Mala, deutscher Fußballspieler
- 28. August: Kheun Bunpichmorakat, kambodschanische Schwimmerin

### September
- 11. September: Rikuto Tamai, japanischer Wasserspringer
- 12. September: Maximilian Maeder, singapurisch-schweizerischer Kitesurfer
- 25. September: Noah Darvich, deutsch-irakischer Fußballspieler
- 26. September: Justina Tiana Eyakpobeyan, nigerianische Leichtathletin

### Oktober
- 03. Oktober: Josie Johnson, US-amerikanische Skispringerin
- 07. Oktober: Othmane El Idrissi, marokkanischer Fußballspieler
- 12. Oktober: Michael Neuner, österreichischer Fußballspieler

### November
- 04. November: Darja Varfolomeev, deutsche rhythmische Sportgymnastin
- 15. November: Lara Colturi, italienisch-albanische Skirennläuferin
- 25. November: Lenoxx Phommara, Schweizer Motorradrennfahrer
- 30. November: Ángel Piqueras, spanischer Motorradrennfahrer

### Dezember
- 13. Dezember: Deniz Zeitler, deutscher Fußballspieler
- 20. Dezember: Biniam Mehary, äthiopischer Leichtathlet
- 27. Dezember: Jaclyn Barclay, australische Schwimmerin
- 27. Dezember: Eneli Jefimova, estnische Schwimmerin
- 30. Dezember: Kaylia Nemour, französisch-algerische Turnerin

### Datum unbekannt
- Aaliyannah Anderson, Leichtathletin von den Cayman Islands

## Gestorben

### Januar
- 03. Januar: Henk de Looper, niederländischer Hockeyspieler (* 1912)
- 05. Januar: Heinz Arendt, deutscher Schwimmer (* 1917)
- 10. Januar: John Sinibaldi, US-amerikanischer Radrennfahrer (* 1913)
- 12. Januar: Manfred Bopp, deutscher Fußballspieler (* 1936)
- 22. Januar: Bert Irwin, kanadischer Skirennläufer (* 1917)
- 23. Januar: Savino Guglielmetti, italienischer Kunstturner (* 1911)

### Februar
- 03. Februar: Ernie Clements, britischer Radrennfahrer (* 1922)
- 03. Februar: Kurt Emmerich, deutscher Sportreporter (* 1930)
- 03. Februar: Franco Rossi, italienischer Eishockeyspieler (* 1916)
- 08. Februar: Larry Black, US-amerikanischer Leichtathlet (* 1951)
- 08. Februar: Gil Bouley, US-amerikanischer American-Football-Spieler (* 1921)
- 09. Februar: Ron Greenwood, britischer Fußballtrainer (* 1921)
- 10. Februar: Ibolya Csák, ungarische Leichtathletin (* 1915)
- 11. Februar: Ken Fletcher, australischer Tennisspieler (* 1940)
- 14. Februar: Tage Møller, dänischer Radrennfahrer (* 1914)
- 16. Februar: Michael Durham, US-amerikanischer Wrestler (* 1966)
- 16. Februar: Ernie Stautner, US-amerikanischer American-Football-Spieler und -Trainer (* 1925)
- 17. Februar: Jorge Pinto Mendonça, brasilianischer Fußballspieler (* 1954)
- 17. Februar: Harold Hunter, US-amerikanischer Skater (* 1974)
- 18. Februar: Charles Leonard, US-amerikanischer Moderner Fünfkämpfer (* 1913)
- 20. Februar: Curt Gowdy, US-amerikanischer Sportkommentator (* 1919)
- 20. Februar: Ray Pickrell, britischer Motorradrennfahrer (* 1938)
- 21. Februar: Angelica Adelstein-Rozeanu, rumänische Tischtennisspielerin (* 1921)
- 23. Februar: Zarra, spanischer Fußballspieler (* 1921)
- 27. Februar: Ferenc Bene, ungarischer Fußballspieler (* 1944)
- 28. Februar: Arno Wallaard, niederländischer Radrennfahrer (* 1979)

### März
- 01. März: Reidar Liaklev, norwegischer Eisschnellläufer (* 1917)
- 01. März: Peter Osgood, britischer Fußballspieler (* 1947)
- 09. März: Erik Elmsäter, schwedischer Leichtathlet und Nordischer Kombinierer (* 1919)
- 11. März: Raymond Touroul, französischer Automobilrennfahrer und Stuntman (* 1939)
- 12. März: Emil Beck, deutscher Fechttrainer (* 1935)
- 16. März: Gerda Daumerlang, deutsche Wasserspringerin (* 1920)
- 17. März: Ray Meyer, US-amerikanischer Basketballtrainer (* 1913)
- 26. März: Paul Dana, US-amerikanischer Rennfahrer (* 1975)
- 26. März: Kristoffer Lepsøe, norwegischer Ruderer (* 1922)
- 29. März: Bob Veith, US-amerikanischer Automobilrennfahrer (* 1926)
- 31. März: Olive McKean, US-amerikanische Schwimmerin (* 1915)
- 00. März: John McGarrity, schottischer Fußballtorhüter (* 1925)

### April
- 04. April: Eckhard Dagge, deutscher Boxer und Boxtrainer (* 1948)
- 05. April: Jewgeni Seredin, russischer Schwimmer (* 1958)
- 07. April: Hermann Schild, deutscher Radrennfahrer (* 1913)
- 12. April: Shekhar Mehta, kenianischer Rallyefahrer (* 1945)
- 13. April: Bill Baker, US-amerikanischer Baseballspieler (* 1911)
- 18. April: Joseph Vissers, belgischer Boxer (* 1928)
- 30. April: Ben Blaisse, niederländischer Eisschnellläufer (* 1911)
- 30. April: Corinne Rey-Bellet, Schweizer Skirennfahrerin (* 1972)

### Mai
- 03. Mai: Boris Kusnezow, sowjetischer Boxer (* 1947)
- 11. Mai: Floyd Patterson, US-amerikanischer Boxer (* 1935)
- 23. Mai: Milan Damjanović, jugoslawischer Fußballspieler (* 1943)
- 23. Mai: Kazimierz Górski, polnischer Fußballspieler und -trainer (* 1921)
- 28. Mai: Umberto Masetti, italienischer Motorradrennfahrer (* 1926)

### Juni
- 03. Juni: Jorma Ruissalo, finnischer Eisschnellläufer (* 1912)
- 05. Juni: Henri Magne, französischer Rallyefahrer (* 1953)
- 05. Juni: József Vadas, ungarischer Leichtathlet (* 1911)
- 06. Juni: Wilson Charles, US-amerikanischer Leichtathlet (* 1908)
- 06. Juni: Jun Maeda, japanischer Motorradrennfahrer (* 1967)
- 07. Juni: Herbert Buhtz, deutscher Ruderer (* 1911)
- 11. Juni: Suzanne Morrow, kanadische Eiskunstläuferin (* 1930)
- 25. Juni: Ralph Olinger, Schweizer Skirennfahrer (* 1924)
- 28. Juni: Sauli Rytky, finnischer Skilangläufer, Trainer und Wintersportfunktionär (* 1918)

### Juli
- 15. Juli: Alfred Gerdes, deutscher Hockeyspieler (* 1916)
- 16. Juli: Emil Šmatlák, tschechoslowakischer Kanute (* 1916)
- 25. Juli: Kalervo Toivonen, finnischer Leichtathlet (* 1913)
- 30. Juli: Stefan Dziedzic, polnischer Skisportler (* 1927)
- 31. Juli: Vladimír Bouzek, tschechoslowakischer Eishockeyspieler und -trainer sowie Fußballspieler (* 1920)

### August
- 06. August: Miltscho Russew, bulgarischer Radrennfahrer (* 1924)
- 06. August: Dieter Seidenkranz, deutscher Kraftsportler (* 1966)
- 08. August: Greg Athans, kanadischer Freestyle-Skier und Wasserskiläufer (* 1955)
- 08. August: Jean-Claude Darouy, französischer Ruderer (* 1944)
- 12. August: Jan Steler, polnisch-französischer Bobsportler, Architekt und Rennrodelfunktionär (* 1928)
- 12. August: Åke Stenqvist, schwedischer Leichtathlet (* 1914)
- 13. August: Payao Poontarat, thailändischer Boxer (* 1957)
- 15. August: Tetsuhiko Asai, japanischer Karate-Meister (* 1935)
- 17. August: Arturo Maffei, italienischer Leichtathlet (* 1909)
- 18. August: Warren Chivers, US-amerikanischer Skisportler und Skisporttrainer (* 1914)
- 19. August: Mervyn Wood, australischer Ruderer (* 1917)
- 23. August: Michał Gutowski, polnischer Springreiter und Reitsporttrainer (* 1910)
- 29. August: Kent Andersson, schwedischer Motorradrennfahrer (* 1942)
- 30. August: George Mara, kanadischer Eishockeyspieler (* 1921)
- 31. August: Mike Magill, US-amerikanischer Automobilrennfahrer (* 1920)

### September
- 01. September: Severino Compagnoni, italienischer Skilangläufer (* 1914)
- 02. September: Bob Mathias, US-amerikanischer Leichtathlet (* 1930)
- 04. September: Giacinto Facchetti, italienischer Fußballspieler (* 1942)
- 08. September: Michel Dubois, französischer Automobilrennfahrer (* 1948)
- 11. September: Peter Clentzos, US-amerikanischer Stabhochspringer (* 1909)
- 12. September: Kathlyn Kelley, US-amerikanische Leichtathletin (* 1919)
- 16. September: Eduard Stöllinger, österreichischer Motorradrennfahrer (* 1948)
- 17. September: Ed Ulinski, US-amerikanischer American-Football-Spieler und -Trainer (* 1919)
- 21. September: Vic Sears, US-amerikanischer American-Football-Spieler (* 1918)
- 25. September: Sofia Muratowa, sowjetische Turnerin (* 1929)
- 27. September: Erwin Kremer, deutscher Rennfahrer und Rennstallbesitzer (* 1937)

### Oktober
- 01. Oktober: Luki Botha, südafrikanischer Automobilrennfahrer (* 1930)
- 08. Oktober: Louis Van Schil, belgischer Radrennfahrer (* 1921)
- 09. Oktober: Paul Hunter, britischer Snookerspieler (* 1978)
- 09. Oktober: Glenn Myernick, US-amerikanischer Fußballspieler und -trainer (* 1954)
- 11. Oktober: Cory Lidle, US-amerikanischer Baseball-Star (* 1972)
- 15. Oktober: Eddie Blay, ghanaischer Boxer (* 1937)
- 16. Oktober: Trebisonda Valla, italienische Leichtathletin (* 1916)
- 20. Oktober: Maxi Herber, deutsche Eiskunstläuferin (* 1920)
- 20. Oktober: Kalle Tuominen, finnischer Leichtathlet (* 1908)
- 20. Oktober: Arnold Viiding, estnischer Leichtathlet (* 1911)
- 28. Oktober: Arnold Jacob Auerbach, US-amerikanischer Basketballtrainer (* 1917)
- 30. Oktober: Iosif Bükössy, rumänischer Fußballspieler und -trainer (* 1936)

### November
- 05. November: Óscar González, uruguayischer Automobilrennfahrer (* 1923)
- 05. November: Pietro Rava, italienischer Fußballspieler und -trainer (* 1916)
- 06. November: Francisco Fernández Ochoa, spanischer Skirennläufer (* 1950)
- 08. November: Annette Rogers, US-amerikanische Leichtathletin (* 1913)
- 09. November: Pauls Kaņeps, lettischer Skilangläufer (* 1911)
- 10. November: Willy Knupp, deutscher Sportjournalist (* 1936)
- 11. November: Ernst Fiala, österreichischer Fußballspieler (* 1940)
- 17. November: Ferenc Puskás, ungarischer Fußballspieler und -trainer (* 1927)
- 24. November: Jack Ferrante, US-amerikanischer American-Football-Spieler (* 1916)
- 27. November: Bertil Antonsson, schwedischer Ringer (* 1921)
- 28. November: Enrico Catuzzi, italienischer Fußballspieler und -trainer (* 1946)
- 28. November: Max Merkel, österreichisch-deutscher Fußballspieler und -trainer (* 1918)
- 29. November: Hanumant Singh, indischer Cricketspieler (* 1939)

### Dezember
- 04. Dezember: Lenard „Len“ Sutton, US-amerikanischer Rennfahrer (* 1925)
- 05. Dezember: David Bronstein, russischer Schach-Großmeister (* 1924)
- 05. Dezember: Gernot Jurtin, österreichischer Fußballspieler (* 1955)
- 07. Dezember: Kevin Berry, australischer Schwimmer (* 1945)
- 12. Dezember: Paul Joseph Arizin, US-amerikanischer Basketballspieler (* 1928)
- 12. Dezember: Cor van der Hart, niederländischer Fußballspieler und -trainer (* 1928)
- 15. Dezember: Federico Crescentini, san-marinesischer Fußballspieler (* 1982)
- 15. Dezember: Clay Regazzoni, Schweizer Automobilrennfahrer (* 1939)
- 21. Dezember: Hans-Joachim Höfig, deutscher Basketballpräsident (* 1915)
- 21. Dezember: Sydney Wooderson, britischer Leichtathlet (* 1914)
- 26. Dezember: Chris Brown, US-amerikanischer Baseballspieler (* 1961)
- 28. Dezember: Maksymilian Więcek, polnischer Eishockeyspieler und -trainer sowie Handball- und Basketballspieler (* 1920)
- 29. Dezember: John Gibson, US-amerikanischer Leichtathlet, Leichtathletiktrainer und Sportfunktionär (* 1905)
- 31. Dezember: Leni Lohmar, deutsche Schwimmerin (* 1914)
- 31. Dezember: Liese Prokop, österreichische Sportlerin und Innenministerin (* 1941)